# Wijken en buurten in Losser
De Nederlandse gemeente Losser is voor statistische doeleinden onderverdeeld in wijken en buurten. De gemeente is verdeeld in de volgende statistische wijken:
- Wijk 00 Losser (CBS-wijkcode:016800)
- Wijk 01 Glane (CBS-wijkcode:016801)
- Wijk 02 Overdinkel (CBS-wijkcode:016802)
- Wijk 03 De Lutte (CBS-wijkcode:016803)
- Wijk 04 Beuningen (CBS-wijkcode:016804)

Een statistische wijk kan bestaan uit meerdere buurten. Onderstaande tabel geeft de buurtindeling met kentallen volgens het Centraal Bureau voor de Statistiek (2008):
| CBS-buurtcode | Buurtnaam                           | Inwonertal | Opp. totaal (ha) | Opp. land (ha) | Ligging                |
| ------------- | ----------------------------------- | ---------- | ---------------- | -------------- | ---------------------- |
| BU01680000    | Losser-Oost                         | 4610       | 167              | 167            | Locatie in de gemeente |
| BU01680001    | Losser-West                         | 7250       | 178              | 178            | Locatie in de gemeente |
| BU01680002    | Bedrijfsterrein Zoeker Esch- De Pol | 180        | 61               | 60             | Locatie in de gemeente |
| BU01680009    | Verspreide huizen Losser            | 1080       | 1554             | 1545           | Locatie in de gemeente |
| BU01680100    | Glane kern                          | 210        | 13               | 12             | Locatie in de gemeente |
| BU01680109    | Verspreide huizen Glane             | 320        | 468              | 468            | Locatie in de gemeente |
| BU01680200    | Overdinkel kern                     | 3630       | 141              | 141            | Locatie in de gemeente |
| BU01680209    | Verspreide huizen Overdinkel        | 680        | 936              | 912            | Locatie in de gemeente |
| BU01680300    | De Lutte kern                       | 1610       | 59               | 59             | Locatie in de gemeente |
| BU01680308    | Verspreide huizen De Lutte-Noord    | 670        | 1880             | 1871           | Locatie in de gemeente |
| BU01680309    | Verspreide huizen De Lutte-Zuid     | 1180       | 1965             | 1958           | Locatie in de gemeente |
| BU01680400    | Beuningen kern                      | 330        | 15               | 15             | Locatie in de gemeente |
| BU01680409    | Verspreide huizen Beuningen         | 750        | 2527             | 2503           | Locatie in de gemeente |